# Jonathan Learoyd
Jonathan Learoyd (Albertville, 3 november 2000) is een Frans schansspringer. 

## Carrière
Learoyd maakte zijn debuut in de wereldbeker in het seizoen 2017/2018. Bij zijn eerste wereldbekerwedstrijd op 16 december 2017 in Engelberg eindigde hij op de 35e plaats. Hij behaalde nog geen podiumplaats in een wereldbekerwedstrijd. 
In 2018 nam Learoyd een eerste keer deel aan de Olympische Winterspelen. In het Zuid-Koreaanse Pyeongchang eindigde Learoyd als 27e op de kleine schans en als 41e op de grote schans. 

## Belangrijkste resultaten

### Olympische Winterspelen
| Jaar | Plaats      | Resultaten                          |
| ---- | ----------- | ----------------------------------- |
| 2018 | Pyeongchang | 27e normale schans 41e grote schans |

### Wereldkampioenschappen
| Jaar | Plaats  | Resultaten           |
| ---- | ------- | -------------------- |
| 2019 | Seefeld | 26e HS109 28e HS 130 |

### Wereldbeker
Eindklasseringen
| Seizoen   | Algm | SV | 4S  | RAW |
| --------- | ---- | -- | --- | --- |
| 2017/2018 | 63e  | -  | 44e | 46e |
| 2018/2019 | -    | -  | 60e | 48e |